# I Love You, Man
I Love You, Man è un film del 2009 diretto da John Hamburg ed interpretato da Paul Rudd e Jason Segel.
L'opera è incentrata sulla mancanza di amici del tranquillo Peter Klaven e del legame che si instaura tra lui e il bizzarro Sydney Fife. È stata distribuita in Italia il 21 agosto 2009 dalla Paramount Pictures.

## Trama
L'agente immobiliare Peter Klaven sta per sposare la fidanzata Zooey. Durante un pranzo a casa Klaven, viene fuori che Peter non ha mai avuto dei veri e propri amici maschi, prediligendo fin da piccolo la compagnia femminile e ogni volta che era coinvolto in una storia, faceva cadere i suoi amici maschi nel dimenticatoio.
Al lavoro, le colleghe donne si complimentano con lui mentre il suo collega Tevin Downey invece è troppo preso dai video porno. Dopo l'appuntamento settimanale di scherma, Peter invita i suoi compagni ad uscire ma scopre che loro hanno organizzato un campeggio per festeggiare l'addio al celibato di uno di loro e lui è stato escluso perché non è mai praticamente uscito con loro dopo gli allenamenti.
Una volta a casa, origlia una conversazione tra Zooey e le sue amiche mentre esprimevano le loro preoccupazioni per la sua mancanza di stretti amici maschi, Peter si rende conto che ha bisogno di trovare amici maschi al fine di avere un testimone per il suo imminente matrimonio. Peter allora si rivolge a suo fratello Robbie, un personal trainer omosessuale, per i consigli su come approfondire un'amicizia platonica maschile.
I primi tentativi sono alquanto maldestri; Peter ormai ha perso le speranze, per questo si butta sul lavoro. Un giorno però incontra Sydney Fife, un investitore, e rimane molto colpito dal suo modo di fare. Dopo essersi scambiati i biglietti da visita ed essere spronato dal fratello, Peter, seppur con molta difficoltà, lascia un messaggio nella segreteria di Sydney, che poco dopo lo richiama per organizzare un'uscita.
Dopo aver mangiato e bevuto insieme, Sydney gli fa delle domande personali: Peter all'inizio è piuttosto restio, ma in breve gli confessa alcuni fatti molto intimi, come il fatto che la sua fidanzata non ama avere un rapporto sessuale orale con lui. La serata termina con Peter ubriaco che deve prendere un taxi per tornare a casa. I due iniziano quindi a vedersi regolarmente, e Sydney viene invitato persino alla cena di fidanzamento di Peter. Durante il brindisi rituale, Sydney tiene un discorso che finisce con un allusivo invito a Zooey a praticare sesso orale al fidanzato, il tutto di fronte ai genitori di Peter.
In macchina di ritorno a casa, Zooey è molto arrabbiata e i due litigano, ma poi fanno pace. In garage, Sydney si scusa. Qualche tempo dopo durante un concerto, Peter e Sydney si scatenano e ignorano completamente Zooey. Durante la scelta per lo smoking, Sydney chiede a Peter perché vuole sposare Zooey, ma l'amico non sa rispondergli. Zooey si dimostra sempre più insofferente per il forte legame tra Peter e Sydney, e inizia a sentirsi esclusa e trascurata da Peter.

## Produzione
Il copione del film è stato originariamente scritto da Larry Levin, è stato acquistato ed è rimasto inutilizzato circa undici anni prima che il film fosse realizzato. In seguito il copione è stato offerto a John Hamburg, che dopo aver accettato di dirigere il film, ha riscritto in parte la sceneggiatura ispirandosi a sue esperienze personali e rendendo il tutto il più reale possibile.
Il film è stato annunciato nel dicembre del 2007 e la produzione del film è stata avvista dopo il marzo 2008, sotto la produzione della DreamWorks Pictures, coinvolgendo la Montecito Picture Company di Ivan Reitman. Le riprese del film hanno avuto luogo interamente a Los Angeles, in varie parti della città come Venice Beach e Silver Lake.

### Cast

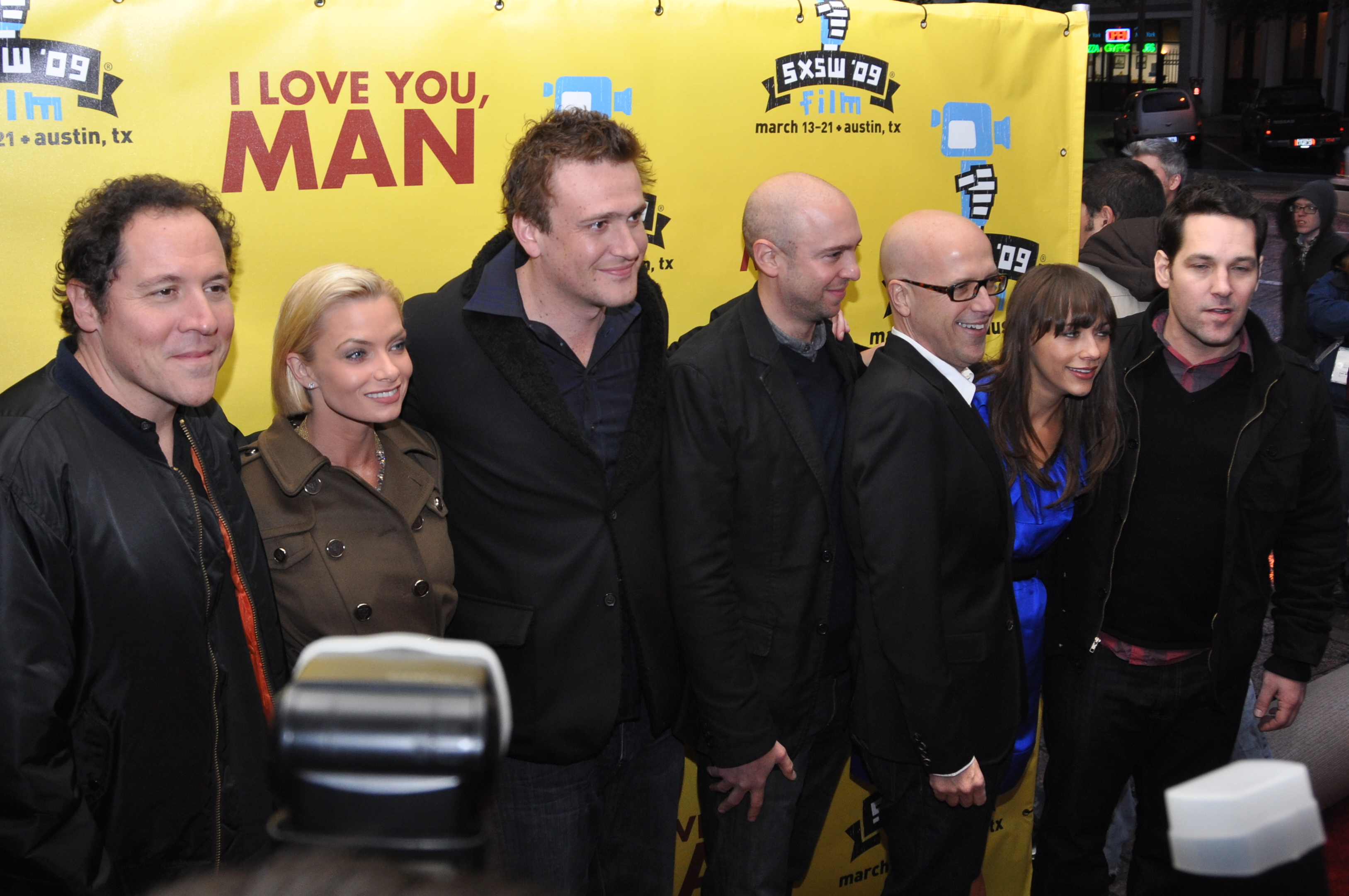
Il cast all'anteprima del film

I protagonisti del film sono Paul Rudd e Jason Segel, che avevano già recitato insieme nei film Molto incinta e Non mi scaricare. Rashida Jones interpreta Zooey, la futura moglie di Peter, mentre Sarah Burns e Jaime Pressly interpretano le sue migliori amiche. Andy Samberg è il fratello gay di Peter, mentre J. K. Simmons e Jane Curtin interpretano i loro genitori. Jon Favreau interpreta il burbero marito di Denise. Favreau ha iniziato a recitare nel film poco dopo l'uscita nelle sale di Iron Man, da lui diretto del 2008.
Il film è impreziosito da diversi cameo, tra cui Lou Ferrigno, che interpreta se stesso. David Krumholtz appare brevemente nel ruolo di uno degli amici di Sydney. Vi sono anche alcune illustri apparizioni musicali, i Rush interpretano se stessi quando Sydney e Peter li vanno a vedere in concerto, mentre gli OK Go appaiono nei titoli di coda come un gruppo che suona durante la cerimonia nuziale.

## Incassi
Il film ha debuttato negli Stati Uniti il 20 marzo 2009 con una distribuzione del film in oltre 2.500 cinema, con un incasso nel primo fine settimana pari a 17,810,270 dollari. È rimasto per cinque settimane nella top ten, guadagnando solo negli Stati Uniti 71,440,011 di dollari. A livello internazionale la pellicola ha guadagnato complessivamente 91,413,350 dollari. In Italia il film è uscito il 21 agosto 2009, in pieno periodo estivo, guadagnando nel breve periodo di permanenza nelle sale cinematografiche un totale di 29.369 euro.

## Colonna sonora
1. Good Time - Latch Key Kid - 2:30
2. Oxford Comma - Vampire Weekend - 3:15
3. Tom Sawyer - Rush - 4:35
4. Set You Free - The Black Keys - 2:45
5. Lights Out - Santogold - 3:12
6. Soul of a Man - Beck - 2:37
7. Limelight - Rush - 4:20
8. Let the Good Times Roll - The Cars - 3:47
9. Campus - Vampire Weekend - 2:56
10. Mr. Pitiful - Matt Costa - 2:55
11. Dancing With Myself - The Donnas - 3:28
12. Waterslide - The Bonedaddys - 3:54
13. Limelight - Paul Rudd & Jason Segel - 4:22
14. Ain't That a Kick in the Head? - Dean Martin - 2:26
15. Peter and Zooey - Theodore Shapiro - 2:17

## Curiosità
- Rudd e Segel avevano già recitato insieme nel film di Nicholas Stoller Non mi scaricare, in cui le rispettive personalità erano sostanzialmente invertite.
- In una scena del film Sydney incita Peter ad urlare forte per esternare le proprie emozioni. Nell'episodio della terza stagione di How I Met Your Mother, La sfuriata terapeutica, Jason Segel ricopriva la parte opposta, in quanto era incitato a urlare da Barney analogamente a come fatto da lui con Peter in I Love You, Man.

## Controversie
Una delle figlie di Anwar al-Sadat ha sporto querela contro i produttori del film, perché al cane di Sydney Fife è stato dato il nome del padre, motivando la scelta del nome con la somiglianza con l'ex presidente egiziano. L'avvocato della famiglia ha chiesto le scuse ufficiali tramite l'ambasciata statunitense.